# František Halas
František Halas (nacido en 1901 en Brno, fallecido en 1949 en Praga) fue un poeta, ensayista y traductor checo del siglo XX.
Era hijo de un artesano textil. Halas no tuvo formación universitaria y su aprendizaje fue, en gran medida, autodidacta. Trabajó de librero y a partir de 1921 comenzó a publicar sus obras en el periódico comunista Rovnost e Sršatec. 
En 1926 se convirtió en el editor de la editorial Orbis de Praga. 
Durante la Segunda Guerra Mundial participó en la Resistencia checa a la ocupación nazi. A partir de 1945 trabajó para el Ministerio de Información del régimen comunista.

## Condecoraciones
En 1997, a título póstumo, fue nombrado caballero de II clase de la orden de Tomáš Garrigue Masaryk, una de las más importantes condecoraciones que concede la República Checa.